# Finca de Iturrizaga
La finca de Iturrizaga fue una antigua finca ubicada en una esquina de la Plaza Bolívar del distrito limeño de Pueblo Libre, en Perú. Fue declarada monumento nacional en 1988 por el Instituto Nacional de Cultura mediante la resolución R.J.N° 214-88-INC/J.
Actualmente el lugar se utiliza como pub de cervezas.